# 現代俳句大賞
現代俳句大賞（げんだいはいくたいしょう）は、現代俳句協会が主催する俳句の賞。前身である現代俳句協会大賞（げんだいはいくきょうかいたいしょう）についても本項で扱う。

## 現代俳句協会大賞
1989年から2000年まで開催。句作・俳論・後進の指導などにわたって大きな功績のあった協会会員に対して贈られていたが、2001年より協会外に対象者を広げた現代俳句大賞に移行した。
受賞一覧
- 第1回（1989年度）- 加藤楸邨
- 第2回（1990年度）- 永田耕衣
- 第3回（1991年度）- 湊楊一郎
- 第4回（1992年度）- 高屋窓秋
- 第5回（1993年度）- 井本農一
- 第6回（1994年度）- 神田秀夫
- 第7回（1995年度）- 平畑静塔
- 第8回（1996年度）- 暉峻康隆
- 第9回（1997年度）- 石原八束
- 第10回（1998年度）- 田川飛旅子
- 第11回（1999年度）- 桂信子
- 第12回（2000年度）- 原子公平

## 現代俳句大賞
協会外に対象を広げ2001年より開始。俳句の発展に寄与し、優れた功績を挙げた人物に対して贈られる。賞金は30万円。発表は3月頃、表彰式は10月頃に行われる。
受賞一覧
- 第1回- 金子兜太
- 第2回- 鈴木六林男
- 第3回- 伊丹三樹彦
- 第4回- 和知喜八
- 第5回- 小川双々子
- 第6回- 齊藤美規
- 第7回- 和田悟朗
- 第8回- 松澤昭
- 第9回- 阿部完市
- 第10回- 澁谷道
- 第11回- 小檜山繁子
- 第12回- 芳賀徹
- 第13回- ドナルド・キーン
- 第14回- 宇多喜代子
- 第15回- 高橋睦郎
- 第16回- 堀切実
- 第17回- 安西篤、柿本多映
- 第18回- 復本一郎
- 第19回- 宮坂静生
- 第20回- 黒田杏子[1]
- 第21回- 池田澄子
- 第22回- 川名大
- 第23回- 齋藤愼爾
- 第24回- 寺井谷子